# Libertad, Veracruz
Libertad är en ort i Mexiko.   Den ligger i kommunen Perote och delstaten Veracruz, i den sydöstra delen av landet, 200 km öster om huvudstaden Mexico City. Libertad ligger 2 427 meter över havet och antalet invånare är 959.
Terrängen runt Libertad är varierad. Runt Libertad är det ganska tätbefolkat, med 86 invånare per kvadratkilometer. Närmaste större samhälle är Perote, 2,2 km nordost om Libertad. Omgivningarna runt Libertad är en mosaik av jordbruksmark och naturlig växtlighet.